# 나카모즈역
나카모즈역(일본어: 中百舌鳥駅, なかもずえき)은 일본 오사카부 사카이시 기타구에 있는 철도역이다.
오사카시 중심부와 사카이시 미나미구로 통하는 센보쿠 뉴타운을 잇는 교통의 요충지가 되고 있어 아침 저녁 출퇴근 시간에는 많은 이용객으로 붐비는 역 중 하나다.

## 개요 및 역 구조

### 난카이 전기철도・센보쿠 고속철도
난카이 전기 철도 고야 선과 센보쿠 고속 철도선은 이 역에서 상호직통운전을 하고 두 회사의 공동사용 역을 하는 난카이의 관할역이다. 섬식 승강장 2면 4선과 교상 역사를 가진 지상역으로 승강장 유효 길이는 10량, 승강장에 대합실이 설치되어 있다.
바깥쪽 1,4번 선을 고야 선이 안쪽의 2,3번 선을 센보쿠 고속 철도선 및 고야 선으로부터의 노선 연장 열차가 사용하고 있다. 1번 선은 고야산 방면, 2번 선은 이즈미추오 방면, 3,4번 선은 난바 방면이 사용한다. 2,3번 선 승강장도 난카이 고야 선 열차가 들어오는 구조로 되어 있지만, 임시 열차나 회송 열차 이외에서는 사용되지 않는다. 대피할 수 있는 구조이지만, 통과 대기 등은 1역 남쪽의 시라사기 역에서 이루어진다. 난바 쪽은 Y선 구조의 전기도선 1개가 설치되었고 주로 센보쿠 고속 철도선 내 각역정차 열차가 사용한다.
개찰구는 연락 통로를 사이에 두고 동서로 2곳이 있다. 서쪽은 1970년의 교상역사 시절부터 있던 것으로 1995년에 역사가 증축되었을 때 동쪽 개찰구가 생겼다.

#### 승강장
| 승강장 | 노선     | 방향 | 행선                                             |
| ------ | -------- | ---- | ------------------------------------------------ |
| 1      | 고야 선  | 하행 | 기타노다 · 가와치나가노 · 하시모토 · 고야산 방면 |
| 2      | 센보쿠선 |      | 후카이 · 이즈미추오 방면                         |
| 3      | 고야 선  | 상행 | 난바 방면 (이즈미추오 출발)                      |
| 4      | 고야 선  | 상행 | 난바 방면 (기타노다 출발)                        |

### 오사카시 고속 전기궤도
섬식 승강장 1면 2선 지하역. 개찰구는 1개 있지만 아침 러시아워에는 꽤 혼잡하다.
| 번호 | 노선        | 방향 | 행선                                                |
| ---- | ----------- | ---- | --------------------------------------------------- |
| 1・2 | 미도스지 선 | 상행 | 덴노지 · 난바 · 우메다 · 에사카 · 미노오카야노 방면 |

## 역 주변
- 오사카 부립 대학 나카모즈 캠퍼스
- 사카이시 산업진흥센터
- 사카이 상공회의소
- 사카이 나카모즈 우체국
- 모즈 우체국
- 사카이 모즈우메마치 우체국
- 나카모즈 역전 클리닉 센터
- 모즈 고분군
- 나카모즈 구장

## 역사
- 1912년 10월 10일: 고야 등산철도 (현, 난카이 고야 선) 모즈하치만 ~ 니시무라 (현, 하쓰시바 역)간 개통으로, 영업 개시.
- 1915년 4월 30일: 사명 변경으로 오사카 고야 철도의 역이 됨.
- 1922년 9월 6일: 회사 합병으로 난카이 철도 고야 선의 역이 됨.
- 1928년 6월 22일: 복선화에 따라 상대식 2면 2선의 승강장이 됨.
- 1944년 6월 1일: 회사 합병으로 긴키 닛폰 철도의 역이 됨.
- 1947년 6월 1일: 노선 양도로 인해 난카이 전기 철도의 역이 됨.
- 1969년 12월 6일: 번호 결정이 130에서 M30으로 변경
- 1970년 11월 23일: 모즈하치만 방면으로 170m 이전, 교상역사화, 2면 4선의 승강장이 됨.
- 1971년 4월 1일: 센보쿠 고속철도선 개업, 난카이 선의 역과 공동사용하게 됨.
- 1987년 4월 18일: 오사카 시영 지하철 미도스지 선 아비코 ~ 당역간 연장개통으로 시・종착역이 됨.
- 1995년 4월 1일: 난카이 측의 역사 배리어 프리 겸 증개축 공사 완료.

## 인접역
| 난카이 전기철도 고야 선     | 난카이 전기철도 고야 선          | 난카이 전기철도 고야 선         |
| --------------------------- | -------------------------------- | ------------------------------- |
| NK58 모즈하치만 난바 방면   | ■ 준급행 ■ 각역정차              | 시라사기 NK60 고쿠라쿠바시 방면 |
| 난카이 전기 철도 ■ 센보쿠선 |                                  |                                 |
| NK58 모즈하치만 난바 방면   | ■ 준급행 ■ 고야 선 직결 각역정차 | 후카이 SB02 이즈미추오 방면     |
| ■ 오사카 메트로 미도스지선  |                                  |                                 |
| M29 신카나오카 에사카 방면  |                                  | 시·종착역                       |